# Xylocopa albinotum
Xylocopa albinotum là một loài Hymenoptera trong họ Apidae. Loài này được Matsumura mô tả khoa học năm 1926.